# Бомонт
Вижте пояснителната страница за други значения на Бомонт.
Бо̀монт (на английски: Beaumont, /ˈboʊmɒnt/) е град в южната част на Съединените американски щати, административен център на окръг Джеферсън в щата Тексас. Населението му е около 118 000 души (2010).
Разположен е на 5 метра надморска височина в Крайбрежната низина на Мексиканския залив, на 44 километра северно от морския бряг и на 125 километра източно от Хюстън. Селището е основано през 1835 година, но се разраства в началото на XX век като център на нефтодобива и нефтопреработващата промишленост.

## Известни личности
Родени в Бомонт
- Робърт Крипън (р. 1937), космонавт
- Джони Уинтър (1944 – 2014), музикант